# Siemowit V.
Siemowit V. (polnisch Siemowit V.; * um 1389; † 16. Februar 1442) war ein Herzog in Masowien, ab 1426 Fürst von Rawa, Płock, Sochaczew, Gostynin, Płońsk, Wizna und Bels. Nach dem Ausgleich mit seinen Brüdern Kazimierz II., Trojden II., Władysław I. von 1434 Fürst von Rawa, Sochaczew und Gostynin.

## Leben
Siemowit war der älteste Sohn von Herzog Siemowit IV. († 1426) und der litauischen Prinzessin Alexandra von Litauen, der Schwester des polnischen Königs Władysław II. Jagiełło. Er verbrachte seine Jugend am polnischen Königshof in Krakau und nahm an der Schlacht von Tannenberg auf polnisch-litauischer Seite teil. Danach nahm er für den polnischen König am Konzil zu Konstanz teil und am Treffen des polnischen Königs mit Kaiser Sigismund in Kežmarok. Ab 1420 wurde er in die Regierungsgeschäfte in Masowien eingeführt. Nach dem Tod seines Vaters trat er zusammen mit seinen Brüdern 1426 das Erbe in Masowien an und leistete im selben Jahr König Władysław II. Jagiełło den Lehenseid in Sandomir. Nach dessen Tod wurde Siemowit kurzzeitig im Jahr 1434 als Kandidat für den polnischen Königsthron gehandelt. Er nahm sodann an den Krönungsfeierlichkeiten Władysławs III. in Krakau im selben Jahr teil und leistete diesem den Lehenseid. 1434 teilte Siemowit mit seinen Brüdern Masowien auf und behielt Rawa, Sochaczew und Gostynin. Er starb 1442.

## Ehe und Familie
Herzog Siemowit war mit Margarethe von Troppau-Ratibor, der Tochter von Johann II. verheiratet. Mit ihr hatte er die Tochter Margarethe II. von Masowien, die Ehefrau von Konrad IX. von Oels. Nach seinem Tod wurde er in der Peter-und-Paul-Kirche in Rawa bestattet.